# Esham
Esham, de son vrai nom Rashaam Attica Smith, né à Détroit, dans le Michigan, est un rappeur américain. Il est considéré comme l'un des artistes les plus marquants et novateurs de la scène hip-hop depuis les années 1990. Il est l'un des premiers rappeurs de la scène hip-hop de Détroit avec son hip-hop appelé « acid rap ». Son nom de scène, Esham est l'acronyme d'East Side Hoes And Money. Son style sans concession s'éloigne du hip-hop californien car il parle de drogue, de meurtres et de satanisme. Il a été l'un des membres du groupe mythique Natas avec TNT et Mastamind.

## Biographie

### Jeunesse
Né Esham Attica Smith – à Long Island, New York,. Esham a grandi entre le quartier de Seven Mile et Détroit, où il vit avec sa mère, étudie à la Osborn High School puis vit avec sa grand-mère à New York en été. Il prend des cours de piano, de guitare, et de trombone au lycée, et écoute des groupes et artistes comme Sugar Hill Gang, Run-DMC, Ozzy Osbourne et Kiss,. Esham se lance dans l'écriture de ses paroles, et est encouragé par son frère aîné, James H. Smith, afin de poursuivre une  carrière de rappeur. Selon Esham, « il sentait que j'avais un flow de malade, et pensait que je pouvais amener quelque chose de nouveau à la scène, en provenance de Détroit. Avant, il n'y avait pas vraiment de scène [rap] à Détroit. On faisait qu'imiter ce que tout le monde faisait. » Au lycée, Esham fait la rencontre de Champtown. Les deux jouent ensemble à micro ouvert dans quelques soirées à Seafood Bay. Champtown et Esham ont également été obligés de rapper pour un dealer qui les braquaient avec son arme.
À 16 ans, Smith publie son premier album, Boomin' Words from Hell, en 1989,. Concernant l'album, Smith explique que : « c'était l'ère du crack, [...] et c'est de là que tout est parti. Ca parlait des [cartels des années '70 et '80] Young Boys Incorporated, du maire Coleman Young, de la ville dans laquelle on vivait, et des tourments qu'elle subissait. On considérait les rues de Détroit comme 'l'enfer'. C'est donc de là que m'est venue cette idée. » En 1990, Esham et James H. Smith fondent le label indépendant Reel Life Productions, qui réédite son premier album avec de différentes chansons et une différente couverture. Esham se popularise difficilement à cause d'une imagerie et de paroles choquantes selon la presse spécialisée, tandis que, de leur côté, les fans de hip-hop n'apprécient guère ses albums à cause d'éléments dérivés du heavy metal.
En 1991, Esham rencontre Joseph Bruce, membre du groupe Inner City Posse, qui prône Esham et Reel Life Productions, et lui offre une copie de leur EP Dog Beats ; c'est là que commence une relation amicale et professionnelle entre les deux musiciens. Après avoir publié deux EPs, Erotic Poetry et Homey Don't Play, Esham publie son double album Judgement Day, et ses deux opus Day et Night sont publiés séparément le 9 avril 1992.

### KKKill the Fetus,Closed CasketetDead Flowerz
Étudiant à l'Osborn High School, Esham rencontre Mastamind, qui lui offre une démo de trois titres, menant les deux à former le groupe Natas aux côtés de l'ami d'Esham, TNT. En 1992, Esham participe à  Carnival of Carnage, le premier album d'Insane Clown Posse, publié le 18 octobre. Il produit trois chansons et rappe sur la dernière chanson de l'album. En novembre, Natas publie son premier album, Life After Death. Après la publication de cet album, Esham, Natas et Reel Life Productions se confrontent à une polémique dans laquelle un jeune fan de 17 ans se serait tué en fumant du cannabis et en jouant à la roulette russe en écoutant Life After Death. En 1993, Esham publie son troisième album solo, KKKill the Fetus. Jason Birchmeier, critique musical, explique : « à ce stade de sa carrière, son rap a déjà atteint des sommets, et sa production créative ne cesse de s'améliorer. »
Le 22 novembre 1994, Esham publie son quatrième album solo, Closed Casket. En mai 1996, Esham publie son cinquième album, Dead Flowerz, qui atteint la 38e place des Billboard Top R&B/Hip-Hop Albums.

### Gothom Records (1997–2001)
En juin 1997, Esham renomme Reel Life Productions en Gothom Records, et publie l'album Bruce Wayne: Gothom City 1987, qui est classé 57e des Top R&B/Hip-Hop Albums. Esham signe ensuite un contrat de distribution avec Overcore, une branche d'Overture Music, qui sera plus tard distribuée par TVT Records,. En juin 2001, Gothom publie l'album Spankmaster de Kool Keith, qui fait participer Esham, ainsi que le huitième album de Smith, Tongues, qui atteint la 7e place des Top Independent Albums, la 46e des Top R&B/Hip-Hop Albums, et la 195e du Billboard 200. En août 2001, Esham et D12 sont sortis de force du Warped Tour après une altercation entre les membres du groupe et Smith pour les paroles de sa chanson Chemical Imbalance, qui faisaient référence à la fille du membre des D12, Eminem, absent durant la tournée,.

### Psychopathic Records (2002–2005)
En 2002, Esham signe au label Psychopathic Records, et publie la compilation Acid Rain. Esham annonce ne plus vouloir s'inspirer des thèmes d'horreur dans sa musique. Le 18 novembre 2003, Esham publie son neuvième album, Repentance. Il atteint la 9e des Top Heatseekers, la 10e des Top Independent Albums chart, et la 71e des Top R&B/Hip-Hop Albums. Jason Birchmeier écrit que « Repentance est un petit pas en avant pour Esham. Il semble très confiant, sûr de lui [...] quand il assemble tout [...] il fait la meilleure musique de toute sa carrière colorée mais encore largement méconnue. »
Son album suivant sur Psychopathic A-1 Yola, assiste à la montée consécutive d'Esham dans les classements, atteignant la 176e place du Billboard 200, son meilleur point de vente en date, et la 6e place des Top Heatseekers, la 12e des Independent Albums, la 23e des Top Rap Albums, et la 48e du Top R&B.
Après cette publication, Esham quitte Psychopathic en 2005 pour relancer Reel Life/Gothom.
Smith publie son douzième album, Suspended Animation le 3 août 2010, suivi de l'album DMT Sessions, et d'un documentaire réalisé par Smith, Death of an Indie Label en 2011, origiennellement annoncé comme bonus pour l'édition deluxe de DMT Sessions, mais plutôt publié sur la chaîne YouTube de Gothom Inc.,. Concernant le documentaire, Smith explique qu'il a été produit par le rappeur de Détroit Champtown,.

## Discographie

### Albums studio
- 1989 : Boomin' Words from Hell
- 1992 : Judgement Day
- 1993 : KKKill the Fetus
- 1994 : Closed Casket
- 1996 : Dead Flowerz
- 1997 : Bruce Wayne: Gothom City 1987
- 1999 : Mail Dominance
- 2001 : Tongues
- 2003 : Repentance
- 2005 : A-1 Yola
- 2008 : Sacrificial Lambz
- 2010 : Suspended Animation
- 2011 : DMT Sessions
- 2012 : Venus Fly Trap LP

### Compilations
- 1996 : Detroit Dogshit
- 2000 : Bootleg: From the Lost Vault, Vol. 1
- 2002 : Acid Rain
- 2008 : The Butcher Shop

### Mixtapes
- 2008 : The Butcher Shop
- 2009 : Hellaween: Pure Horror
- 2011 : Death of an Indie Label

### EPs
- 1991 : Erotic Poetry
- 1991 : Homey Don't Play
- 1993 : Hellterskkkelter
- 1994 : Maggot Brain Theory
- 2007 : Lamb Chopz
- 2008 : Esham 4 Mayor
- 2009 : I Ain't Cha Homey
- 2011 : Secret Society Circus
- 2011 : Holy Black Mamba

### Single
- 2001 : All Night Everyday (extrait de Tongues)

### Chansons
- 2004 : Oldie But Goodie
- 2004 : Bitch Shut Up
- 2004 : Killin' Spree
- 2008 : I Murder
- 2008 : In Love With A Hooker
- 2008 : Can't Hold Me Back 08
- 2009 : Murder You

### Albums collaboratifs
- 1992 : Life After Death (avec Natas)
- 1994 : Blaz4me (avec Natas)
- 1995 : Doubelievengod (avec Natas)
- 1997 : Multikillionaire: The Devil's Contract (avec Natas)
- 1999 : WicketWorldWide.COM (avec Natas)
- 2002 : Godlike (avec Natas)
- 2006 : N of tha World (avec Natas)
- 2009 : The Vatican (avec Natas)
- 2014 : FUQERRBDY, sorti le 15 juillet 2014 en deux versions, une version officielle 15 titres (chansons absentes de l'autre version : ONSOME, THEWORLDIZNATAS, SMOKKKENDRANKKK, BURN et WHEREYOHOOD@) et une seconde version Unofficial & Uncut 16 titres disponible sur le site acirap.com (chansons absentes de l'autre version : ITZANEWDAY, SUPERHIGHMAINTENANCE, JANETYELLEN, SIGMUNDFREUD, ANOTHERLOVESONG et THEONEWHONEVERDIES).